# Jersey aux Jeux du Commonwealth
Le bailliage de Jersey participe aux Jeux du Commonwealth depuis les Jeux de 1958 à Cardiff. L'île, qui est une dépendance de la Couronne britannique, a remporté à ce jour quatre médailles aux Jeux, dont une en or obtenue par Colin Mallett en tir en 1990. Depuis cette date, Jersey n'a toutefois plus remporté de médailles.

## Médailles
Par Jeux :

| Année | Médaille d'or       | Médaille d'argent | Médaille de bronze                               | Total |
| ----- | ------------------- | ----------------- | ------------------------------------------------ | ----- |
| 1958  | 0                   | 0                 | 0                                                | 0     |
| 1962  | 0                   | 0                 | Albert Turmel (boxe)                             | 1     |
| 1966  | 0                   | 0                 | 0                                                | 0     |
| 1970  | 0                   | 0                 | 0                                                | 0     |
| 1974  | 0                   | 0                 | 0                                                | 0     |
| 1978  | 0                   | 0                 | 0                                                | 0     |
| 1982  | 0                   | 0                 | 0                                                | 0     |
| 1986  | 0                   | 0                 | John Sillitoe (boxe)                             | 1     |
| 1990  | Colin Mallett (tir) | 0                 | Clifford Mallett et Colin Mallett (équipe) (tir) | 2     |
| 1994  | 0                   | 0                 | 0                                                | 0     |
| 1998  | 0                   | 0                 | 0                                                | 0     |
| 2002  | 0                   | 0                 | 0                                                | 0     |
| 2006  | 0                   | 0                 | 0                                                | 0     |
| 2010  | 0                   | 0                 | 0                                                | 0     |
| 2014  | 0                   | 0                 | 0                                                | 0     |
| Total | 1                   | 0                 | 3                                                | 4     |

Médaillé d'or :
| Nom           | Jeux          | Discipline | Épreuve                        | Résultat   |
| ------------- | ------------- | ---------- | ------------------------------ | ---------- |
| Colin Mallett | 1990 Auckland | Tir        | Carabine Fullbore Queens Prize | 394 points |